# حارة يسلم صالح (جعار)

تعديل مصدري - تعديل

حارة يسلم صالح هي إحدى حارات حي يسلم صالح بمدينة جعار التابعة لمحافظة أبين، بلغ تعداد سكانها 2797 نسمة حسب تعداد اليمن لعام 2004.